# アミノバクター属
アミノバクター属はフィロバクテリウム科に属するグラム陰性非芽胞形成好気性桿菌で極に近い位置に鞭毛持ち運動する。基準種はアミノバクター・アミノボランスである。名前はアミンの桿菌を意味する。GC比は62から64。
土壌に生息する。かつてはシュードモナス属として扱われていたシュードモナス・アミノボランス等が遺伝解析の結果やアミンを資化する能力があることなどから再分類されて設けられた。マンニトールやショ糖を利用することができる。